# گز (راز و جرگلان)
گز (راز و جرگلان)، روستایی از توابع بخش راز و جرگلان شهرستان راز و جرگلان در استان خراسان شمالی ایران است.

## جمعیت
این روستا در دهستان جرگلان قرار دارد و براساس [[سرشماری عمومی نفوس و مسکگدمسکسسمسس
دمسسس
سنییحین ایران|سرشماری مرکز آمار بمجیایرزنان]] در سال ۱۳۸۵، جمعیت آن ۱٬۲۱۷ نفر (۲۴۲ خانوار) بوده‌است.